# Point Pedro
Point Pedro o Punta Pedro (Tamil: பருத்தித்துறை Paruthithurai
, Sinhalese: පේදුරු තුඩුව Peduru Thuduwa) és una ciutat al districte de Jaffna, Sri Lanka, al punt més al nord de l'illa.
El cotó és produït al voltant de Point Pedro en el fèrtil terra càlcic vermell. La costa oriental de Point Pedro forma una platja de quasi 5 km d' ampla i 30 de llarga amb dunes de sorra fins a 100 peus d'alt, estenent-se fins a Thalayady. El terra porós té una taula d'aigua subterrania profunda amb una reserva calculada de un bilió de litres d'aigua fresca. El dia del tsunami de 2004 va aixecar el contingut de sal de l'aigua de terra. El tsunami va destruir parts de la ciutat i va submergir algunes parts amb aigua de mar fins a 4 peus de fondo.
Està governada per un Consell Urbà. La seva població és de 31.351 habitants.
La ciutat va estar per un temps sota el control dels Tigres d'Alliberament Tàmil (LTTE) durant els primers anys de 1990, fins que l'exèrcit de Sri Lankan va recapturar la població el 1995.

## Etimologia
El nom de la ciutat en tàmil és 'Paruthithurai', el qual es tradueix com 'Port de Cotó'. Té exportat de cotó a Índia del sud des de fa segles.

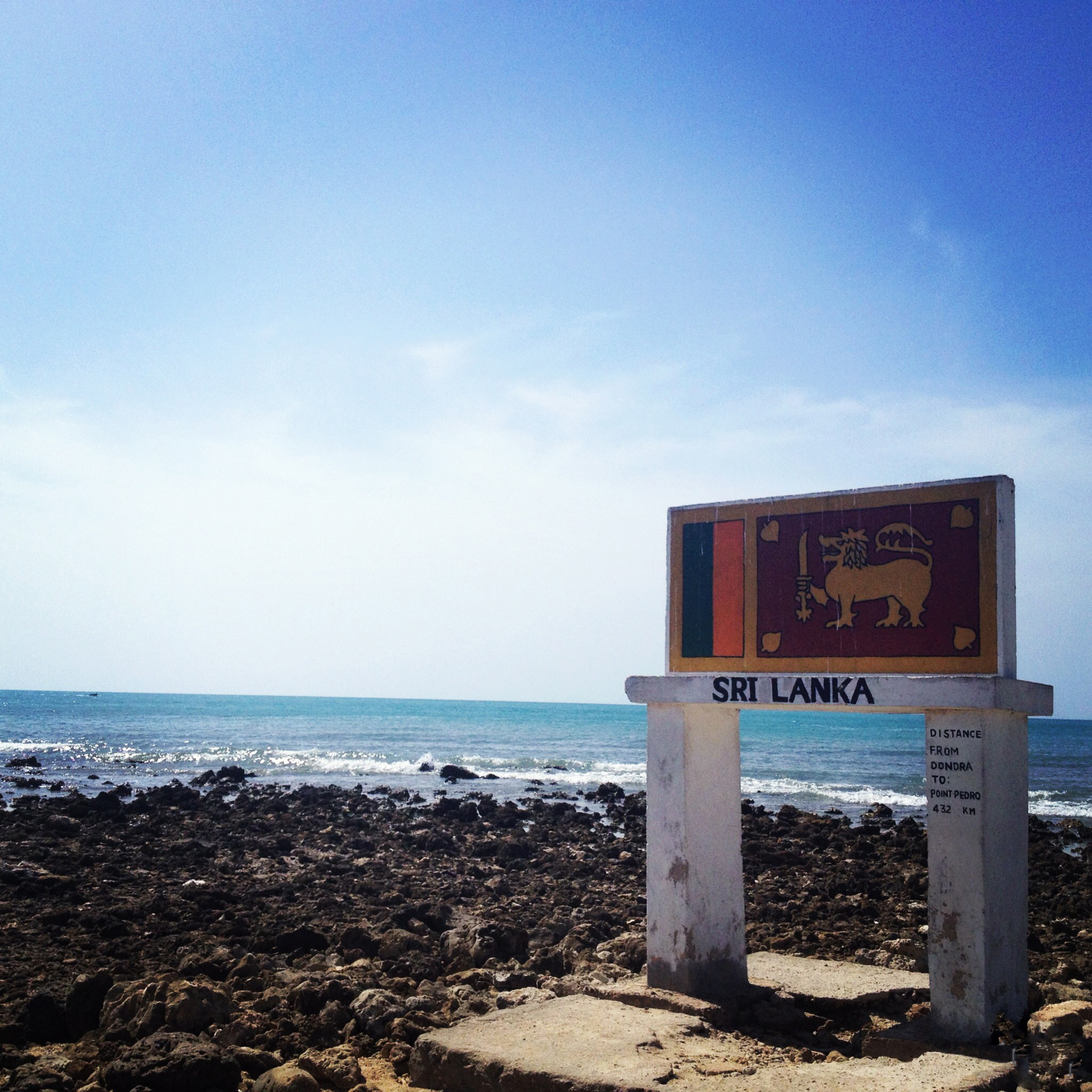
Point Pedro el punt més al nord de Sri Lanka

## Història

### Història antiga
La propera Vallipuram (Ciutat d'Aigua) té un temple que era un complex de temples hindús similars a 'Angkor Wat'.
Durant temps pre-colonials i colonials Point Pedro era una factoria comercial. Els portuguesos la van anomenar Ponta Pedro o Ponta das Pedras (apareix també com a Ponta Pedra, Ponta Pedre i Punto Pedro). Hi ha un gran nombre de pobladors dins i al voltant Point Pedro qui traça les seves famílies de comerciants locals anomenats Sambangarar, 'சம்பாங்காரர்' que en tàmil, significa 'poble del vaixell'.

### Història portuguesa
Sota domini portuguès es van construir diverses esglésies catòliques al voltant de Ponta Pedro al llarg de les costes i a Nelliady. La Universitat del Sagrat Cor és un institut catòlic important situat en Nelliady.

### Història colonial holandesa
En el segle xvii Philippus Baldaeus, un cristià missioner dels Països Vaixos, va establir-se a Jaffna després de l'ocupació holandesa de Ceilan. Va documentar les vides i costums dels tàmils del nord de Ceilan. Els seus estudis van ser publicats en els Països Baixos i més tard a Alemanya. Dins el mercat de Point Pedro hi ha una inscripció en una pedra recordant a Baldeus donant lliçons de la Bíblia sota un arbre tamarit. L'arbre fou arrancat per un cicló el 1962.

### Llegat colonial britànic
Els missioners Wesleyans de Gran Bretanya van establir escoles a l'àrea incloent la universitat Hartley i el Institut Metodiste de Noies.
Hi ha escoles missioneres americanes a Uduppiddy i Thunnalai.

## Llocs de patrimoni històric
Llocs de patrimoni històric dins Point Pedro inclouen el far, el turó de l'església de St. Lourdes de Thumpalai i el temple de Vallipuram

### Port
Point Pedro té un port petit, el qual és controlat per l'exèrcit de Sri Lanka. Si el molt-retardat i freqüentment re-planejat projecte de Canal de Vaixells de Sethusamudram és completat per permetre el pass de vaixells més grans per l'estret o pas de Palk entre l'Índia i Sri Lanka, en lloc d'haver de fer un tomb de 650 km (350 nmi) km al voltant Sri Lanka, llavors Point Pedro i altres ports a la península de Jaffna podran veure un augment significatiu en el comerç marítim, especialment amb l'Índia.

## Educació
Les escoles a la ciutat inclouen la Hartley University, Velautham Maha Vidyalayam, Vadamarachchi Hindu Girls College i Methodist Girls High School.